# Тиловил
Тилови́л (рос. Тыловыл) — присілок у складі Шарканського району Удмуртії, Росія.

## Населення
Населення — 131 особа (2010; 157 у 2002).
Національний склад станом на 2002:
- удмурти — 99 %

## Урбаноніми[3]
- вулиці — Зарічна, Зелена, Квіткова